# Bastión Victoria

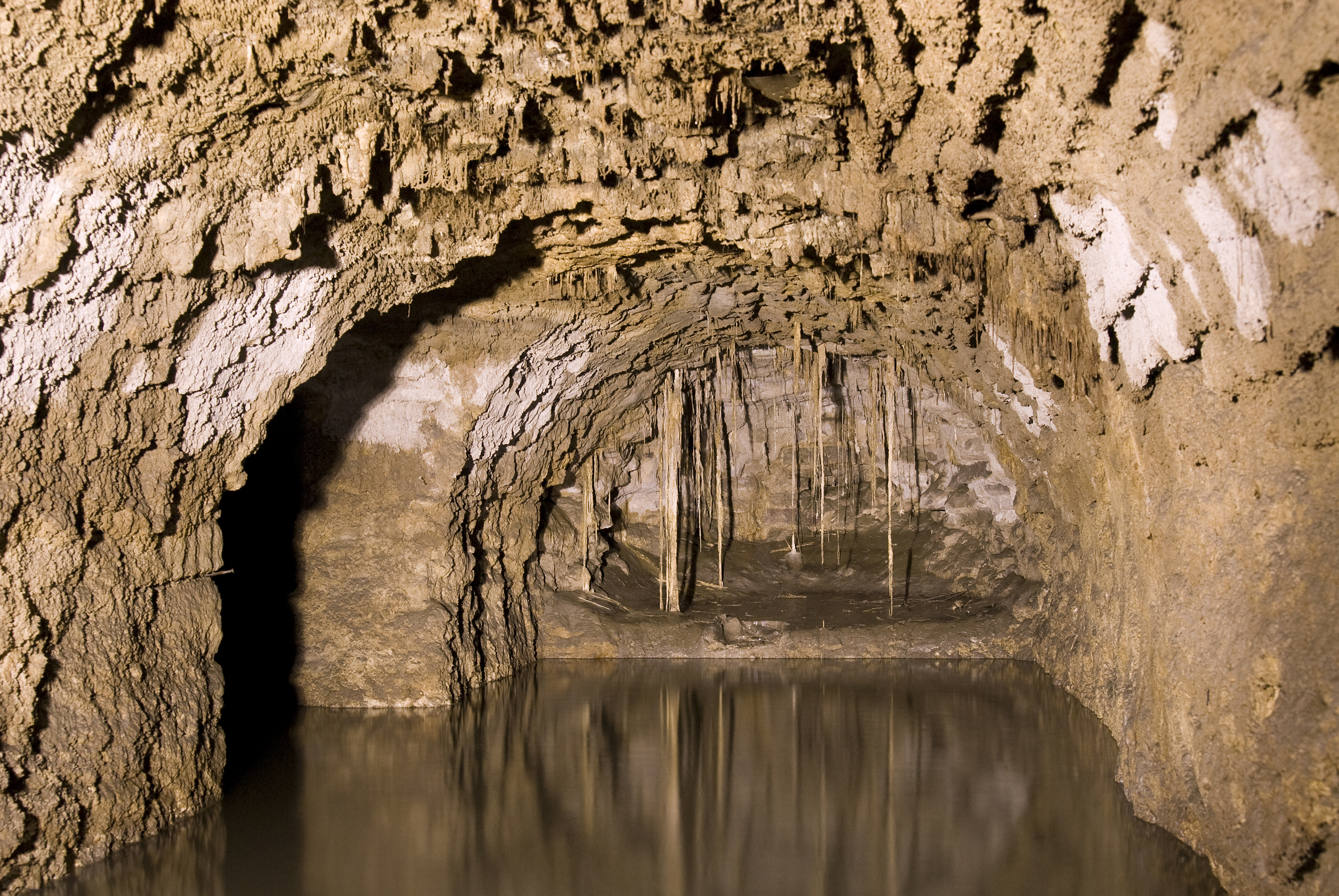
Vista del interior del bastión Victoria

El bastión Victoria es una estructura defensiva diseñada por Erik Dahlbergh en Narva, Estonia. Fue construido entre 1683 y 1704. El bastión fue destruido en 1704, durante la Gran Guerra del Norte entre Suecia y Rusia, y reconstruido tras la contienda. Ha sido declarado oficialmente parte del patrimonio cultural de Estonia.
Alberga la mayor colonia de murciélagos de Narva.